# Ignatius Suharyo Hardjoatmodjo
Ignatius Suharyo Hardjoatmodjo (Sedayu, Isla de Java, Indonesia, 8 de julio de 1950) es un cardenal católico, teólogo y filósofo indonesio. Es Doctor en Teología. 
Actualmente es Ordinario Militar de Indonesia (2006); está al frente de la Arquidiócesis de Yakarta; Presidente de la Conferencia Episcopal de Indonesia (2012) y miembro de la Congregación para la Evangelización de los Pueblos (2014)

## Biografía
Nacido en la localidad indonesia de Sedayu en la Isla de Java, el 8 de julio de 1950. Él es el séptimo hijo de una familia de tradición católica de diez hijos. Uno de sus hermanos es sacerdote y dos de sus hermanas son monjas.
Durante su juventud al descubrir su vocación religiosa entró en el Seminario Menor de Mertoyudan y luego al Seminario Mayor de la misma ciudad, donde realizó su formación eclesiástica y estudió ciclos de Filosofía y Teología.
Finalmente al recibir sus votos monásticos, fue ordenado sacerdote el día 26 de enero de 1976.
Tiempo más tarde se trasladó a Italia, donde obtuvo un Doctorado en Teología en 1981 por la Pontificia Universidad Urbaniana de Roma. Seguidamente regresó a Indonesia y allí inició su ministerio pastoral.
Tras unos años de trabajo como sacerdote diocesano, el 21 de abril de 1997, el papa Juan Pablo II le nombró Arzobispo metropolitano de la Arquidiócesis de Semarang. Al ocupar este cargo por primera vez, eligió como lema episcopal la frase "Serviens Domino Cum Omni Humilitate" (en español: "Sirviendo al Señor con toda humildad"). Y recibió la consagración episcopal el 22 de agosto de ese mismo año a manos de su predecesor en el cargo, el cardenal Julius Darmaatmadja (S.J.) y teniendo como co-consagrantes al entonces Nuncio Apostólico en el país Mons. Pietro Sambi y al Obispo de Ketapang Mons. Blasius Pujoraharja.
Seguidamente cambió de cargo el 2 de enero de 2006, tras ser nombrado por el papa Benedicto XVI, como nuevo y actual Ordinario Militar de Indonesia, sucediendo a su mismo predecesor el cardenal Darmaatmadja.
Luego a su misma vez el 25 de julio de 2009 fue nombrado Arzobispo coadjutor de la Arquidiócesis de Yakarta, hasta que el 28 de junio de 2010 fue elevado al rango de Arzobispo Metropolitano; cargo que actualmente mantiene junto al de Ordinario Militar.
También es el presidente de la Conferencia episcopal de Indonesia, tras ser elegido el 15 de noviembre de 2012. Y dos años más tarde, el 13 de septiembre de 2014 el papa Francisco lo ha designado como miembro de la Congregación para la Evangelización de los Pueblos.

### Cardenalato
El 5 de octubre de 2019, fue elevado al cardenalato por el Papa Francisco en la Basílica Vaticana.
El 14 de enero de 2020 fue nombrado miembro de la Congregación para la Evangelización de los Pueblos.
El 19 de mayo de 2020 fue nombrado miembro del Pontificio Consejo para el Diálogo Interreligioso  ad quinquennium.